# Marilyn Frye
Marilyn Frye nasceu em 1941, é uma filósofa americana e teórica feminista radical . Ficou conhecida por suas teorias sobre sexismo, racismo, opressão e sexualidade. Os seus escritos oferecem discussões sobre tópicos feministas, como: supremacia branca, privilégio masculino e marginalização de gays e lésbicas. Ainda que ela aborde as questões sob a perspectiva da justiça, também se envolve com a metafísica, a epistemologia e a psicologia moral das categorias sociais.
Frye possui um bacharelado com honras em filosofia pela Universidade Stanford em 1963 e um doutorado em filosofia pela Universidade Cornell em 1969. Ela escreveu sua dissertação, intitulada Significado e Força Ilocucionária,  supervisionada por Max Black . Antes de ingressar na Universidade Estadual de Michigan em 1974, ela lecionou no departamento de filosofia da Universidade de Pittsburgh . A partir de 2003 até a sua aposentadoria, Frye foi Professora Emérita na Universidade Estadual de Michigan ; além disso, também atuou como Reitora Associada de Estudos de Pós-Graduação da Faculdade de Artes e Letras. Em 2008, ela foi palestrante da Phi Beta Kappa Romanell.

## Pesquisa e publicações
Frye é autora de The Politics of Reality (1983), uma coletânea de nove ensaios que se tornou atualmente um "clássico" da filosofia feminista.
No capítulo do seu livro "Opressão" no livro Feminist Frontiers, Frye discute sobre a ideia do duplo vínculo em gênero. Esse duplo vínculo refere-se à "situações nas quais as opções são reduzidas a muito poucas e todas elas expõem a pessoa à penalidade, censura ou privação". Frye aplica esse princípio ao gênero e ao dilema que as mulheres frequentemente enfrentam em sua discussão sobre opressão. Como por exemplo, não é socialmente aceitável que uma mulher seja sexualmente ativa nem que ela seja sexualmente inativa e rotulada como "odiadora de homens" ou "rígida". Tal ausência de escolha permeia tão profundamente a vida cotidiana das mulheres que até mesmo pequenas coisas, como a maneira como elas escolhem se vestir ou falar, passam por críticas. Frye reconhece que os homens também enfrentam problemas, mas diferencia os problemas de homens e mulheres por meio da metáfora de uma gaiola de pássaros. Como Frye conta, cada obstáculo individual que as mulheres enfrentam pode ser considerado uma única barra em uma gaiola: por si só, não é suficiente para conter o pássaro. Mas, com barras suficientes, o pássaro fica preso dentro da gaiola, sem ter para onde ir. Esta é a completa ausência de escolha que Frye descreve: como é o culminar de questões que as mulheres enfrentam que é tão "imobilizador" e por que, para Frye, a sua luta - e não a dos homens - é considerada opressão .
Frye é lésbica, e grande parte do seu trabalho busca explorar as categorias sociais — em particular, aquelas baseadas em raça e gênero .